# Кельйон
Кельйон (ісп. Quellón) — місто і морський порт в Чилі. Адміністративний центр однойменної комуни. Населення — 13 656 осіб (2002). Місто і комуна входить до складу провінції Чилое і регіону Лос-Лагос.
Територія комуни-3244 км². Чисельність населення — 27 933 жителя (2007). Щільність населення — 8,61 чол./км².

## Розташування
Місто розташоване на острові Чилое за 194 км на південний захід від адміністративного центру області Пуерто-Монт та за 73 км на південь від адміністративного центру провінції міста Кастро.
Комуна межує:
- на півночі — з комуною Чончі
- на північному сході — з комуною Кейлен

На заході комуни розташований Тихий океан.
На сході та півдні комуни розташована затока Корковадо.

## Демографія
Згідно з даними, зібраними в ході перепису Національним інститутом статистики, населення комуни становить 27 933 особи, з яких 15 301 чоловік та 12 632 жінки.
Населення комуни становить 3,52 % від загальної чисельності населення області Лос-Лагос. 35,7 % належить до сільського населення та 64,3 % — міське населення.